# 大浜藩

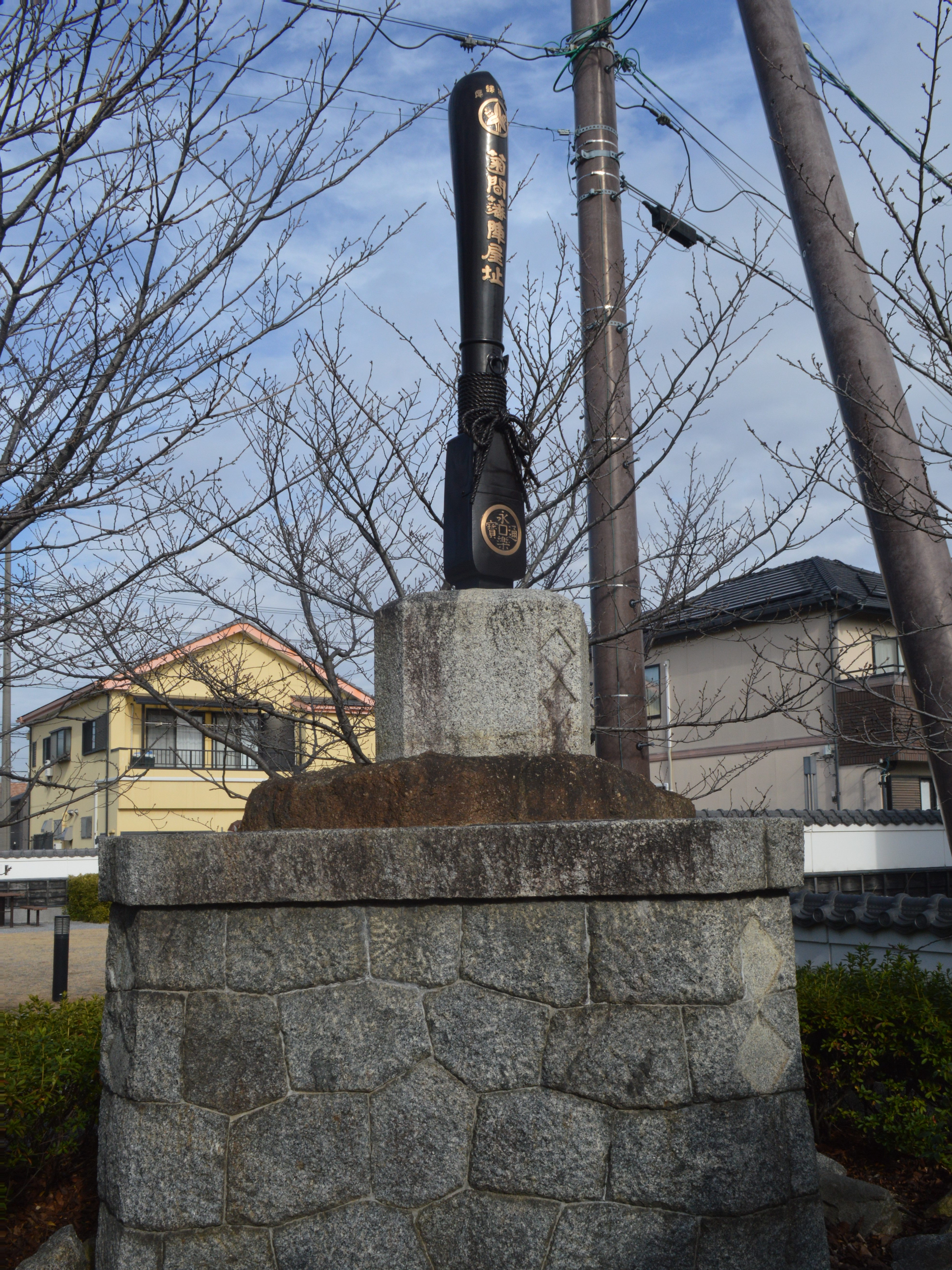
大浜陣屋広場にある陣屋碑。矢の容器である空穂（うつぼ）をかたどっている。

大浜藩（おおはまはん）は、三河国碧海郡大浜の大浜陣屋（現在の愛知県碧南市羽根町）を居所として、江戸時代中期に存在した藩。1768年、大身旗本の水野忠友が加増を受け、1万3000石の大名になったために成立した。1777年、忠友は駿河国内で加増を受けた上に城主大名の格式を認められたため、沼津城を居城として移転した（沼津藩）。大浜領は廃藩置県まで引き続き水野家の所領であった。

## 歴史

### 前史
藩主となった水野忠友の家は、水野忠重（徳川家康の母である於大の方の弟）の四男・水野忠清を家祖とする。忠清以来、この家は信濃松本藩7万石の大名であったが、6代目の水野忠恒が享保10年（1725年）に刃傷事件を起こし、松本藩は改易された。ただし水野家は名門であることから家名存続が認められ、忠恒の叔父にあたる水野忠穀に信濃国佐久郡で7000石が与えられた。
水野忠友は忠穀の嫡男で、元文4年（1739年）に9歳で徳川家治に御伽小姓として仕え、寛保2年（1742年）に家督を継いだ。以後、小姓から昇進を重ね、御側御用取次に進んだ。この間、明和2年（1765年）に上総国内で1000石を加増され、都合8000石を知行している。

### 立藩から廃藩まで
明和5年（1768年）11月15日、水野忠友は勝手掛若年寄に就任、奥勤を兼帯した。これとともに5000石を加増され、1万3000石の大名となった。さきに上総国内に与えられた1000石の領知替えが同時に行われ、三河国碧海郡内6000石が新領知となった。翌明和6年（1769年）に大浜陣屋が置かれた。一般に、忠友が大名になったことをもって大浜藩が立藩したとされる。
安永3年（1774年）7月、忠友は田沼意次の四男を婿養子に迎えたことにより、意次との関係はさらに深まった。
安永6年（1777年）4月21日、忠友は側用人となり、70000石を加増されて知行高は合計2万石となる。この際、信濃国内7000石の領地替えが行われ、駿河国駿東郡で1万4000石の所領が与えられた。11月6日、駿河国沼津での築城許可が下りる（城主大名の格式を認められた）。沼津藩への移封、大浜藩の廃藩と見なされる。

### 後史
水野忠友はその後老中を務め、石高も3万石まで加増された。忠友ののちも沼津藩には2度の加増があり、幕末の石高は5万石であった。
大浜をはじめとする三河国の領地は沼津藩水野家の領地として残り、大浜陣屋を通して管轄された。沼津藩の三河国の飛び地領は「大浜領」と呼ばれる。明治元年（1868年）に沼津藩水野家は上総国菊間藩に移され、明治4年（1871年）の廃藩置県を迎えた。このため、大浜陣屋跡地には「菊間藩陣屋址」と記された記念碑が立てられている（後述）。

## 歴代藩主
水野家
1. 水野忠友（ただとも）

## 領地

### 大浜陣屋
陣屋跡地は「碧南市大浜陣屋広場」（碧南市羽根町一丁目）となっており、「菊間藩陣屋址」と記された記念碑（「陣屋碑」）が立てられている。この碑ははじめ1911年（明治44年）に建立されたが、太平洋戦争中に青銅が供出されて台座のみとなったため、1959年（昭和34年）に再建されたという経緯を有する。
水野家の大浜領では、菊間藩領時代の明治4年（1871年）3月には廃仏毀釈をめぐって大浜騒動が発生している。